# Crescentem sequitur cura pecuniam
 Crescentem sequitur cura pecuniam лат. (изговор:  кресцентем секвитур  кура пекунијам). Нагомилавање новца прати брига. Хорације

## Поријекло изрека
Изрекао, у посљедњем вијеку старе ере, Римски лирски пјесник, Хорације.

## Изрека у енглеском језику
У енглеској језику се каже: „Брига прати растуће богатство“ (енгл. Worry follows growing wealth.)

## Тумачење
Новац долази и одлази. Његова количина се повећава и смањује. Мјесечеве мијене су  добра метафора за успоне и падове свјетског богатства. Новац, баш као и мјесец, расте и опада упоредо. Било би много лакше ако би новац могао остати исти. Брига и новац су директно пропорционални. Што је већа количина новца то је већа и брига.